# Іст-Медоу (Нью-Йорк)
Іст-Медоу (англ. East Meadow) — переписна місцевість (CDP) в США, в окрузі Нассау штату Нью-Йорк. Населення — 37 796 осіб (2020).

## Географія
Іст-Медоу розташований за координатами 40°43′12″ пн. ш. 73°33′32″ зх. д. / 40.72000° пн. ш. 73.55889° зх. д. (40.720115, -73.558861). За даними Бюро перепису населення США в 2010 році переписна місцевість мала площу 16,39 км², з яких 16,33 км² — суходіл та 0,06 км² — водойми.

## Демографія
Згідно з переписом 2010 року, у переписній місцевості мешкали 38 132 особи в 12 410 домогосподарствах у складі 9444 родин. Густота населення становила 2327 осіб/км². Було 12863 помешкання (785/км²).
Расовий склад населення:
| - 77,3 % — білих - 11,6 % — азіатів - 5,2 % — чорних або афроамериканців - 0,1 % — корінних американців - 3,8 % — осіб інших рас |

До двох чи більше рас належало 1,9 %. Частка іспаномовних становила 12,2 % від усіх жителів.
За віковим діапазоном населення розподілялося таким чином: 20,6 % — особи молодші 18 років, 62,6 % — особи у віці 18—64 років, 16,8 % — особи у віці 65 років та старші. Медіана віку мешканця становила 41,9 року. На 100 осіб жіночої статі у переписній місцевості припадало 98,2 чоловіків; на 100 жінок у віці від 18 років та старших — 97,3 чоловіків також старших 18 років.
Середній дохід на одне домашнє господарство становив 110 726 доларів США (медіана — 94 214), а середній дохід на одну сім'ю — 126 601 долар (медіана — 115 747). Медіана доходів становила 67 364 долари для чоловіків та 54 200 доларів для жінок. За межею бідності перебувало 4,4 % осіб, у тому числі 3,4 % дітей у віці до 18 років та 4,4 % осіб у віці 65 років та старших.
Цивільне працевлаштоване населення становило 17 831 особа. Основні галузі зайнятості: освіта, охорона здоров'я та соціальна допомога — 30,7 %, науковці, спеціалісти, менеджери — 12,5 %, роздрібна торгівля — 9,4 %, фінанси, страхування та нерухомість — 9,4 %.

## Відомі люди
- Лі Зельдін (* 1980) — американський політик-республіканець, член Палати представників США.